# Bogy
Bogy est une commune française, située dans le département de l'Ardèche en région Auvergne-Rhône-Alpes.

## Géographie

### Situation et description

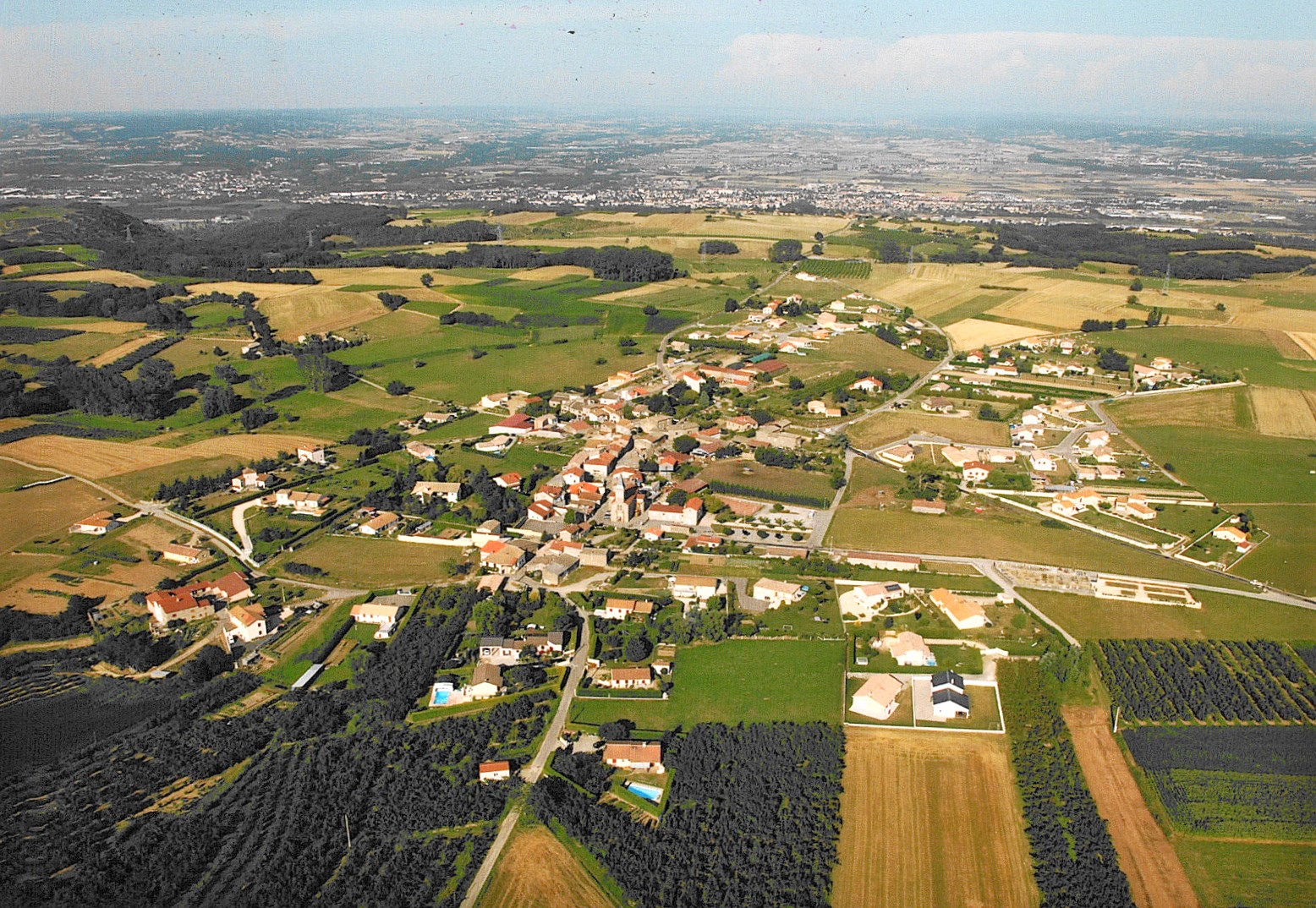
Un territoire cultivé sur le plateau nord-ardéchois.

Bogy est située à dix kilomètres d’Annonay et à cinquante kilomètres de Valence. La commune étend ses 7 km2 sur le piémont nord-ardéchois, sur des surfaces cultivables. L'essentiel de sa population habite autour de l'ancien village. À l'est le hameau de Charbieux accueille notamment une communauté Emmaüs. Au sud, le hameau de Bayard a conservé les vestiges d'une ancienne ferme forte.

### Communes limitrophes
Ses communes limitrophes sont :

### Climat
Pour des articles plus généraux, voir Climat d'Auvergne-Rhône-Alpes et Climat de l'Ardèche.
En 2010, le climat de la commune est de type climat méditerranéen altéré, selon une étude du CNRS s'appuyant sur une série de données couvrant la période 1971-2000. En 2020, Météo-France publie une typologie des climats de la France métropolitaine dans laquelle la commune est dans une zone de transition entre le climat de montagne et le climat méditerranéen et est dans une zone de transition entre les régions climatiques « Moyenne vallée du Rhône » et « Sud-est du Massif Central ».
Pour la période 1971-2000, la température annuelle moyenne est de 11,3 °C, avec une amplitude thermique annuelle de 17,3 °C. Le cumul annuel moyen de précipitations est de 871 mm, avec 8,1 jours de précipitations en janvier et 5,9 jours en juillet. Pour la période 1991-2020, la température moyenne annuelle observée sur la station météorologique de Météo-France la plus proche, « Peaugres Rad », sur la commune de Peaugres à 3 km à vol d'oiseau, est de 12,3 °C et le cumul annuel moyen de précipitations est de 752,5 mm,. Pour l'avenir, les paramètres climatiques de la commune estimés pour 2050 selon différents scénarios d'émission de gaz à effet de serre sont consultables sur un site dédié publié par Météo-France en novembre 2022.

### Voies de communication
Le territoire communal est traversé par la route départementale 267 (RD267).

## Urbanisme

### Typologie
Au 1er janvier 2024, Bogy est catégorisée commune rurale à habitat dispersé, selon la nouvelle grille communale de densité à 7 niveaux définie par l'Insee en 2022.
Elle est située hors unité urbaine. Par ailleurs la commune fait partie de l'aire d'attraction d'Annonay, dont elle est une commune de la couronne,. Cette aire, qui regroupe 37 communes, est catégorisée dans les aires de 50 000 à moins de 200 000 habitants,.

### Occupation des sols
L'occupation des sols de la commune, telle qu'elle ressort de la base de données européenne d’occupation biophysique des sols Corine Land Cover (CLC), est marquée par l'importance des territoires agricoles (71,4 % en 2018), en diminution par rapport à 1990 (75,7 %). La répartition détaillée en 2018 est la suivante : 
zones agricoles hétérogènes (66,8 %), forêts (24,3 %), cultures permanentes (4,6 %), zones urbanisées (4,2 %).
L'évolution de l’occupation des sols de la commune et de ses infrastructures peut être observée sur les différentes représentations cartographiques du territoire : la carte de Cassini (XVIIIe siècle), la carte d'état-major (1820-1866) et les cartes ou photos aériennes de l'IGN pour la période actuelle (1950 à aujourd'hui).

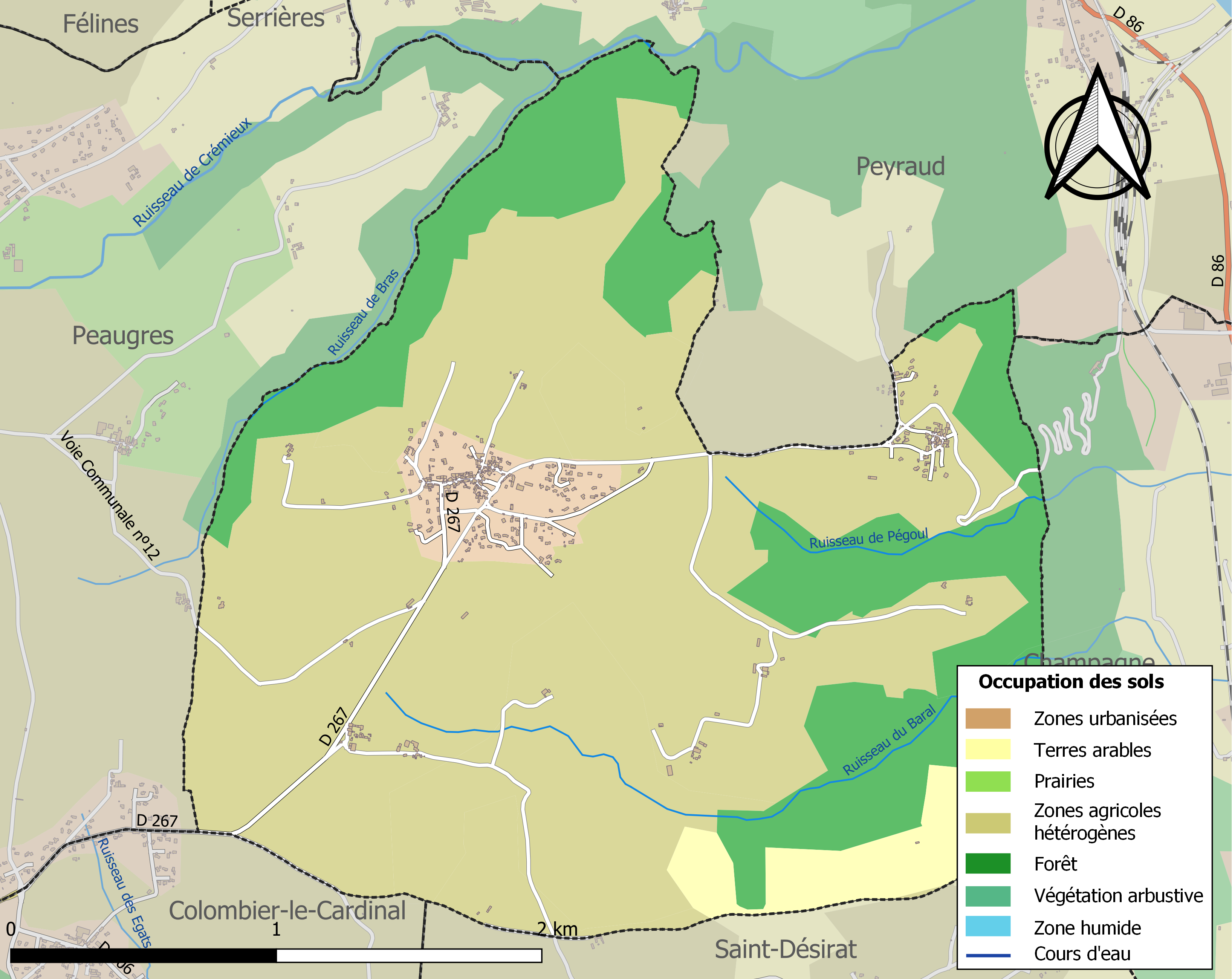
Carte des infrastructures et de l'occupation des sols de la commune en 2018 (CLC).

## Toponymie
La commune s'est successivement appelée Sanctus Blascus, Bogivo, Bognum, Bogin, Bougin, Bogi….
Ses habitants sont appelés les Boginois et les Boginoises. Il n'existait aucun gentilé officiel jusqu'au 8 mai 2010, date à laquelle les habitants ont été consultés pour qu'ils se désignent un nom. Les habitants inscrits sur les listes électorales ont pu participer au référendum. Trois dénominations étaient proposées : Bogien/Bogienne, Boginois/Boginoise, et Bogicien/Bogicienne.

## Histoire
L'origine du village reste mystérieuse, avec sans doute un peuplement agricole progressif sur ce plateau assez fertile. Bogy est restée longtemps dépendant de Peyraud et de Peaugres. C'est au XVIIIe siècle que son territoire a obtenu le titre de paroisse, et à la Révolution, il est devenu une commune autonome détachée du territoire de Peyraud.

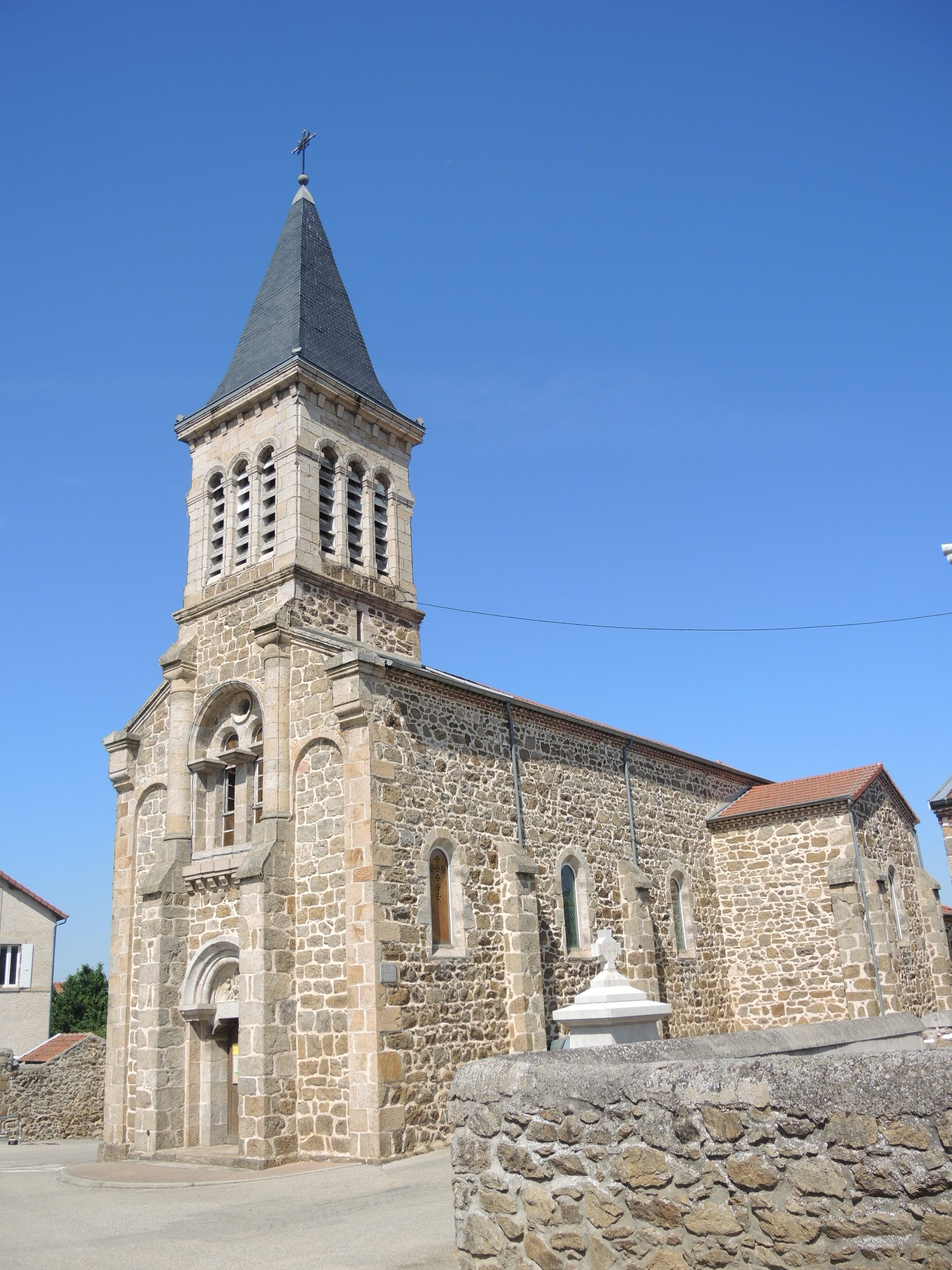
L'église actuelle date de 1870.

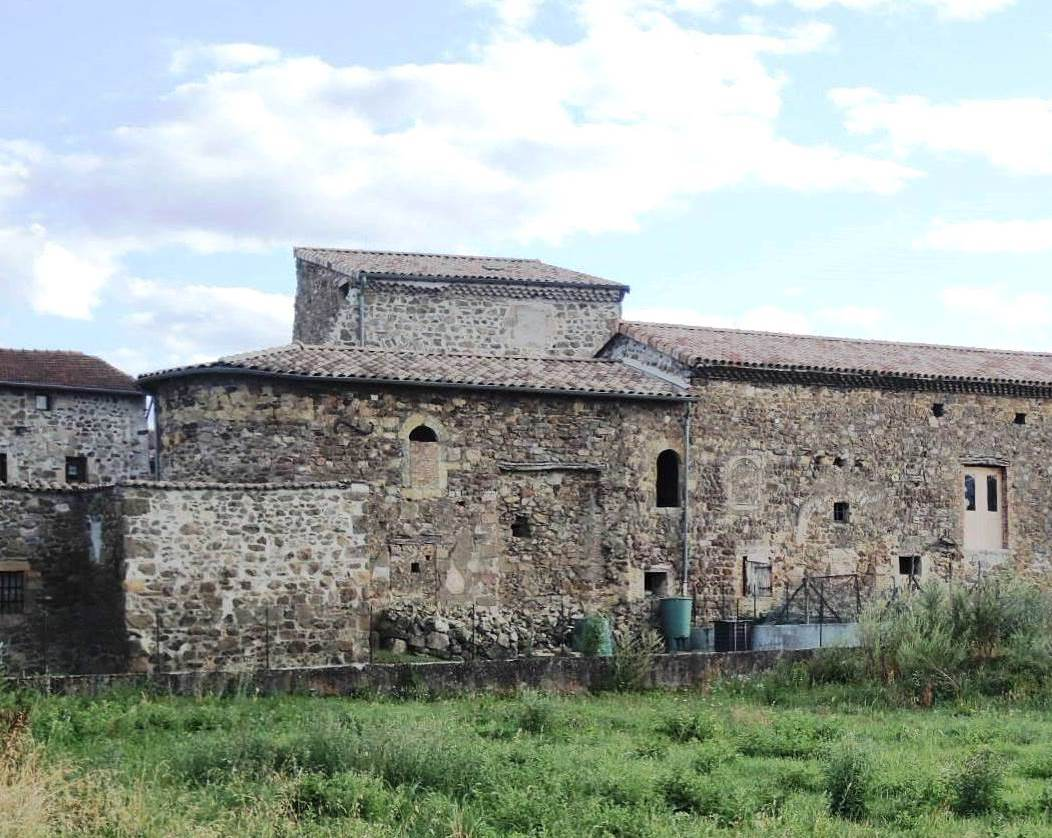
L'ancienne église n'a pas été entièrement démolie.

Bogy a eu une école publique en 1889, une école privée en 1899. L'école privée a fermé en 1978, et ses bâtiments abritent maintenant la salle des fêtes et la mairie.
L'école publique continue de fonctionner dans le même bâtiment, mais en « regroupement pédagogique » avec Colombier-le-Cardinal. Bogy accueille les plus jeunes.
L'église actuelle date de 1870, mais une partie de la précédente est encore visible depuis la « rue des Deux-Églises ».
La commune s'est peu à peu dotée d'équipements collectifs : salle polyvalente, salle de réunion… L'assainissement collectif a été réalisé pour les deux agglomérations principales. Le corps de sapeurs-pompiers a été maintenu et a même bénéficié de locaux agrandis en 2014.

## Politique et administration

### Liste des maires
| Période                                  | Période                   | Identité          | Étiquette | Qualité |
| ---------------------------------------- | ------------------------- | ----------------- | --------- | ------- |
| Les données manquantes sont à compléter. |                           |                   |           |         |
| mars 1977                                | 2014                      | Alain Arnaud      |           |         |
| 2014                                     | En cours (au 6 août 2020) | Jean-Yves Bonnet, | SE        | Employé |

## Population et société

### Démographie
L'évolution du nombre d'habitants est connue à travers les recensements de la population effectués dans la commune depuis 1800. Pour les communes de moins de 10 000 habitants, une enquête de recensement portant sur toute la population est réalisée tous les cinq ans, les populations de référence des années intermédiaires étant quant à elles estimées par interpolation ou extrapolation. Pour la commune, le premier recensement exhaustif entrant dans le cadre du nouveau dispositif a été réalisé en 2008.

En 2022, la commune comptait 471 habitants, en évolution de +9,03 % par rapport à 2016 (Ardèche : +2,48 %, France hors Mayotte : +2,11 %).
| 1800 | 1806 | 1821 | 1831 | 1836 | 1841 | 1846 | 1851 | 1856 |
| ---- | ---- | ---- | ---- | ---- | ---- | ---- | ---- | ---- |
| 302  | 313  | 315  | 410  | 401  | 341  | 366  | 354  | 358  |

| 1861 | 1866 | 1872 | 1876 | 1881 | 1886 | 1891 | 1896 | 1901 |
| ---- | ---- | ---- | ---- | ---- | ---- | ---- | ---- | ---- |
| 393  | 362  | 337  | 359  | 364  | 359  | 363  | 340  | 336  |

| 1906 | 1911 | 1921 | 1926 | 1931 | 1936 | 1946 | 1954 | 1962 |
| ---- | ---- | ---- | ---- | ---- | ---- | ---- | ---- | ---- |
| 336  | 339  | 306  | 271  | 243  | 229  | 218  | 192  | 186  |

| 1968 | 1975 | 1982 | 1990 | 1999 | 2006 | 2008 | 2013 | 2018 |
| ---- | ---- | ---- | ---- | ---- | ---- | ---- | ---- | ---- |
| 166  | 179  | 201  | 245  | 263  | 320  | 336  | 416  | 437  |

| 2022 | - | - | - | - | - | - | - | - |
| ---- | - | - | - | - | - | - | - | - |
| 471  | - | - | - | - | - | - | - | - |

La population de la commune a connu la stabilité autour de 350 habitants au XIXe siècle, puis un dépeuplement rural jusqu'à 179 habitants en 1975. Mais l'installation de villas a fait ensuite remonter vivement la courbe. Bogy a maintenant dépassé les 400 habitants. Mais la croissance devrait se ralentir à cause de la limitation des possibilités de construction.

### Enseignement
La commune est rattachée à l'académie de Grenoble.

### Médias
Deux journaux sont distribués dans les réseaux de presse desservant la commune de Bogy :
- L'Hebdo de l'Ardèche est un journal hebdomadaire français basé à Valence. Il couvre l'actualité de tout le département de l'Ardèche.
- Le Dauphiné libéré est un journal quotidien de la presse écrite française régionale distribué dans la plupart des départements de l'ancienne région Rhône-Alpes, notamment l'Ardèche. La commune est située dans la zone d'édition d'Annonay.

### Société
Une dizaine d'agriculteurs continuent de travailler sur la commune. La plupart des autres habitants travaillent à Annonay ou dans la vallée. L'intégration des nouveaux venus semble bien se faire, grâce notamment à l'école. Mais les associations locales restent encore peu nombreuses : chasseurs, parents d'élèves, sport automobile. Bogy a pu quand même conserver un centre de secours, qui s'occupe aussi de quelques territoires voisins. Son hameau de Charbieux abrite la communauté Emmaüs.

#### Un centre de secours agrandi

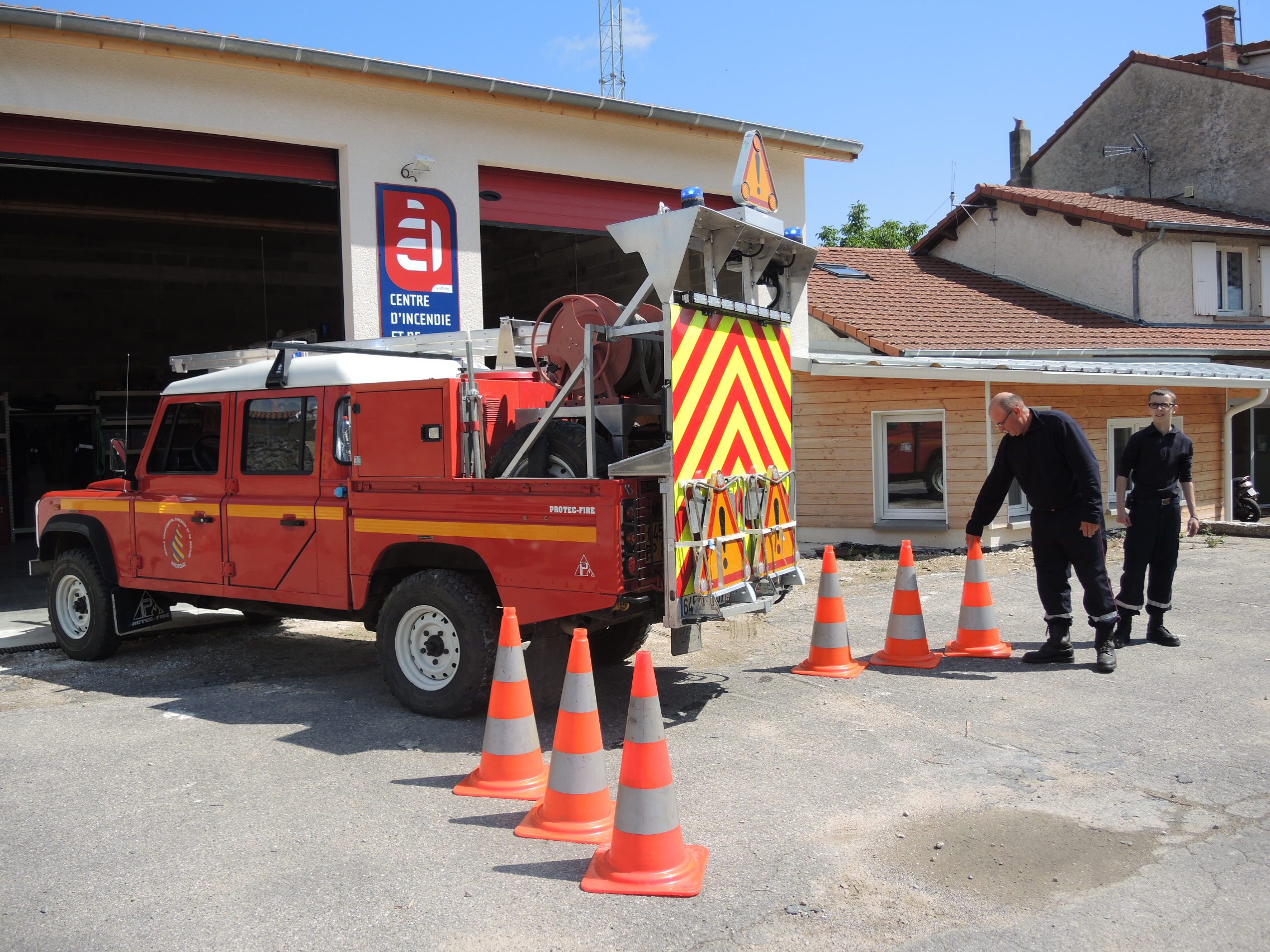
Le centre assure maintenant des fonctions particulières sur le secteur.

La commune de Bogy a eu la chance de pouvoir garder un corps de sapeurs-pompiers. Dans le secteur, il n'en existe ni à Colombier le Cardinal, ni à Peaugres, ni à Félines, et Saint-Désirat a perdu le sien. Le centre de secours de Bogy reste donc le seul à pouvoir assurer des secours rapides dans le secteur. En 2015, le corps comprenait 17 membres volontaires, dont une infirmière. Il a effectué en 2014 une soixantaine d'opérations sur Bogy mais aussi sur le territoire alentour. Il est officiellement chargé, en particulier, de baliser les accidents sur la 2 × 2 voies d'Annonay à Serrières. Un agrandissement des locaux a été réalisé en 2014, et la caserne est désormais complète avec garage, vestiaires, bureau, salle d'alerte et salle de formation. Une amicale entretient la cordialité entre pompiers, mais aussi avec leurs familles, les anciens et la population.

### La communauté Emmaüs

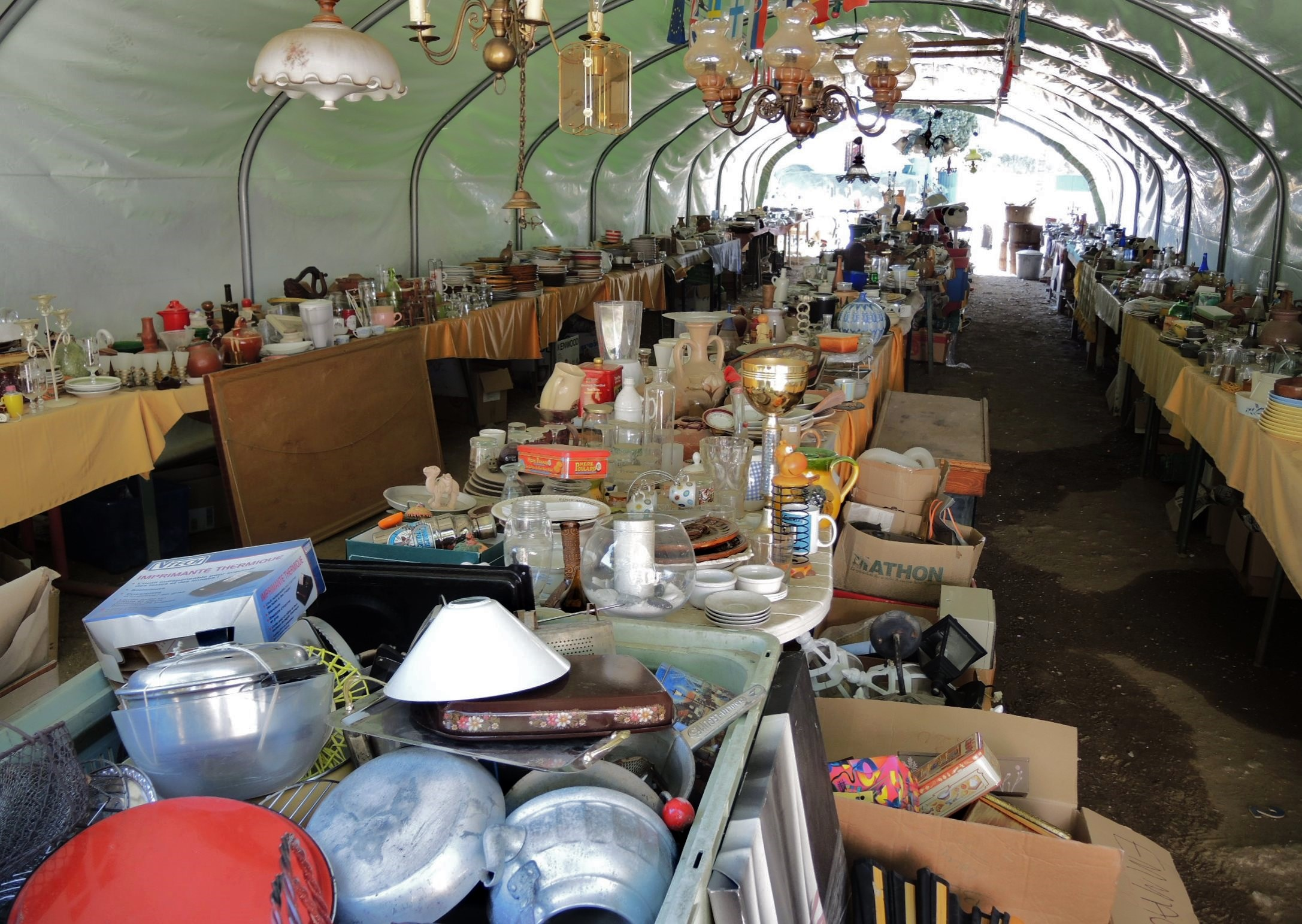
Les objets triés et éventuellement réparés sont proposés à la vente.

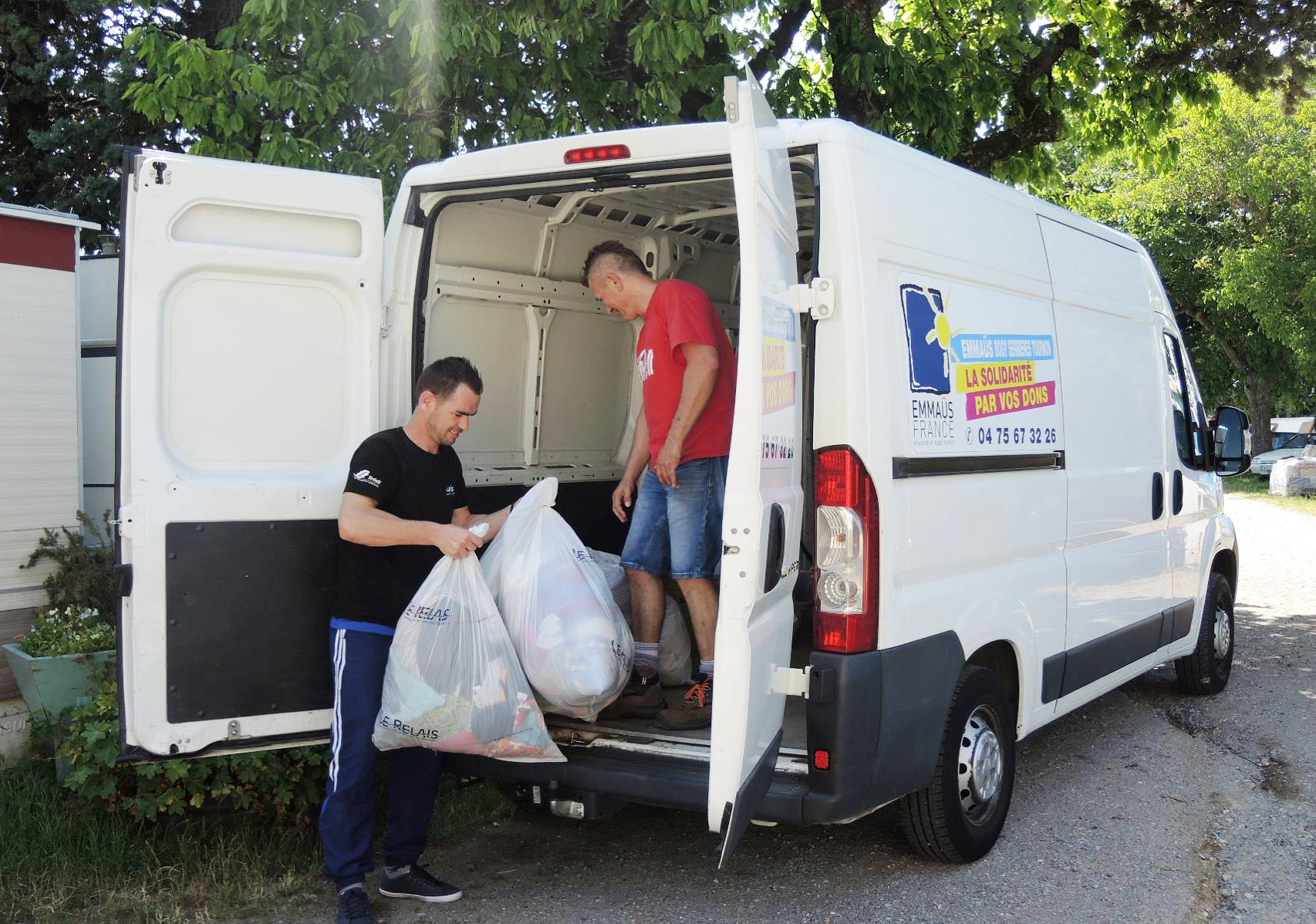
Les compagnons assurent des ramassages gratuits.

La communauté Emmaüs, créée en 1987 à Satillieu, est maintenant installée au hameau de Charbieux et semble y avoir trouvé un bon équilibre. Les 20 places de « compagnons » sont occupées, l'ambiance collective est bonne, et les ventes marchent bien. Sept véhicules utilitaires sont utilisés pour le ramassage à domicile (gratuit mais pas rémunéré non plus). Les objets sont triés et vérifiés, et revendus les mercredis et samedis à Charbieux, Serrières et Tournon. Ils sont parfois neufs. Des bénévoles participent à diverses tâches. Les compagnons travaillent cinq jours sur sept, ne reçoivent pas de salaire mais un argent de poche. Ils sont nourris et logés en chambres individuelles et se partagent les tâches quotidiennes. Beaucoup semblent avoir trouvé là un équilibre de vie. Un agrandissement de 6 chambres était en projet en 2015.

## Économie
Au niveau agricole, les 7 km2 de la commune sont quasiment tous cultivés par une dizaine d'agriculteurs à temps complet et quelques doubles actifs. Les productions ont récemment évolué: diminution de la production de lait et de céréales traditionnelles au profit de la culture de l'abricotier et du maïs.

## Culture locale et patrimoine

### L'église paroissiale
L'église paroissiale située au chef-lieu est dédiée à saint Blaise de Sébaste . Elle est un lieu de culte de la paroisse catholique  « Bienheureux Gabriel Longueville » ,.

### La ferme forte de Bayard

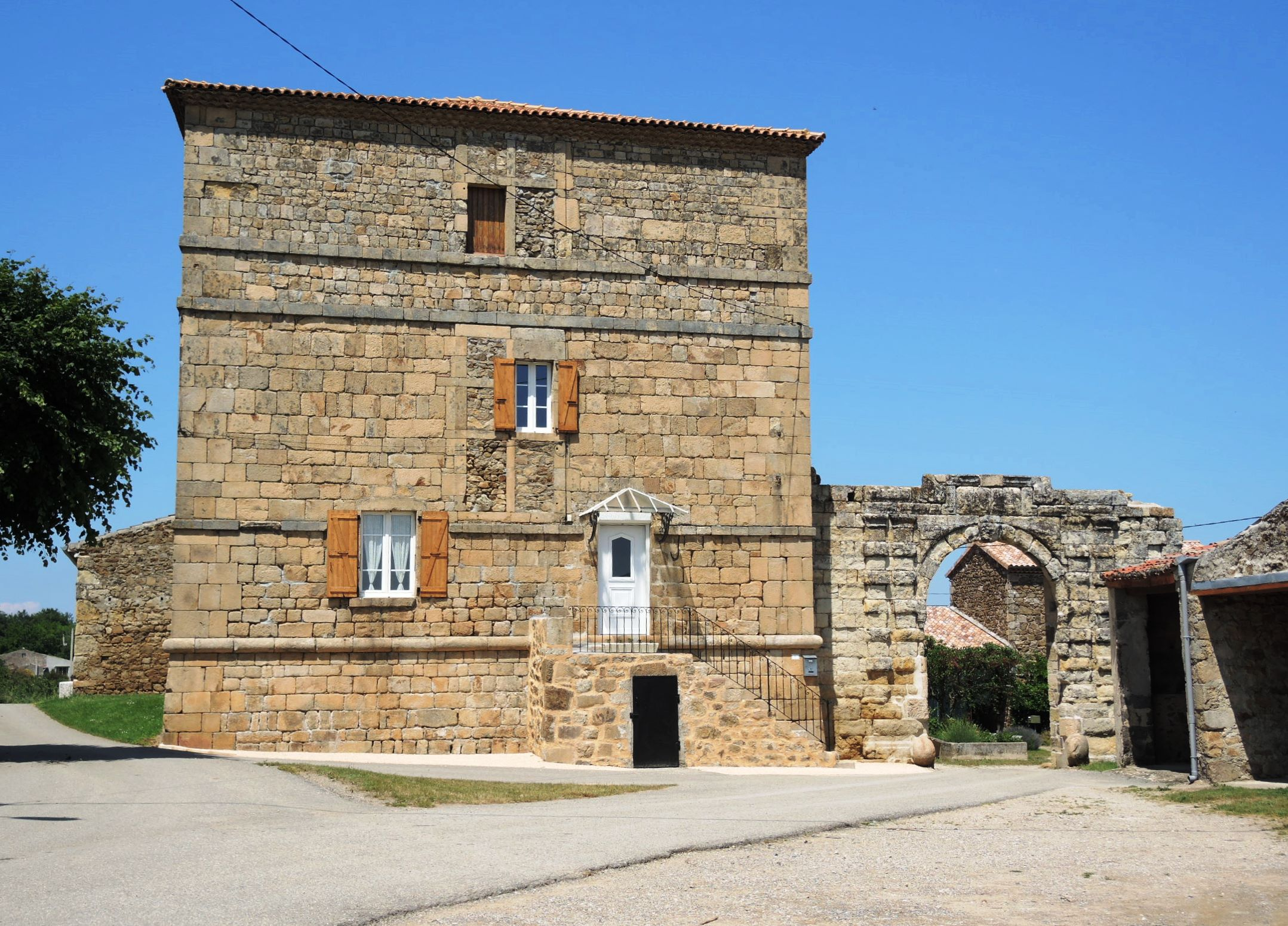
Le bâtiment le plus remarquable date du XVIe siècle.

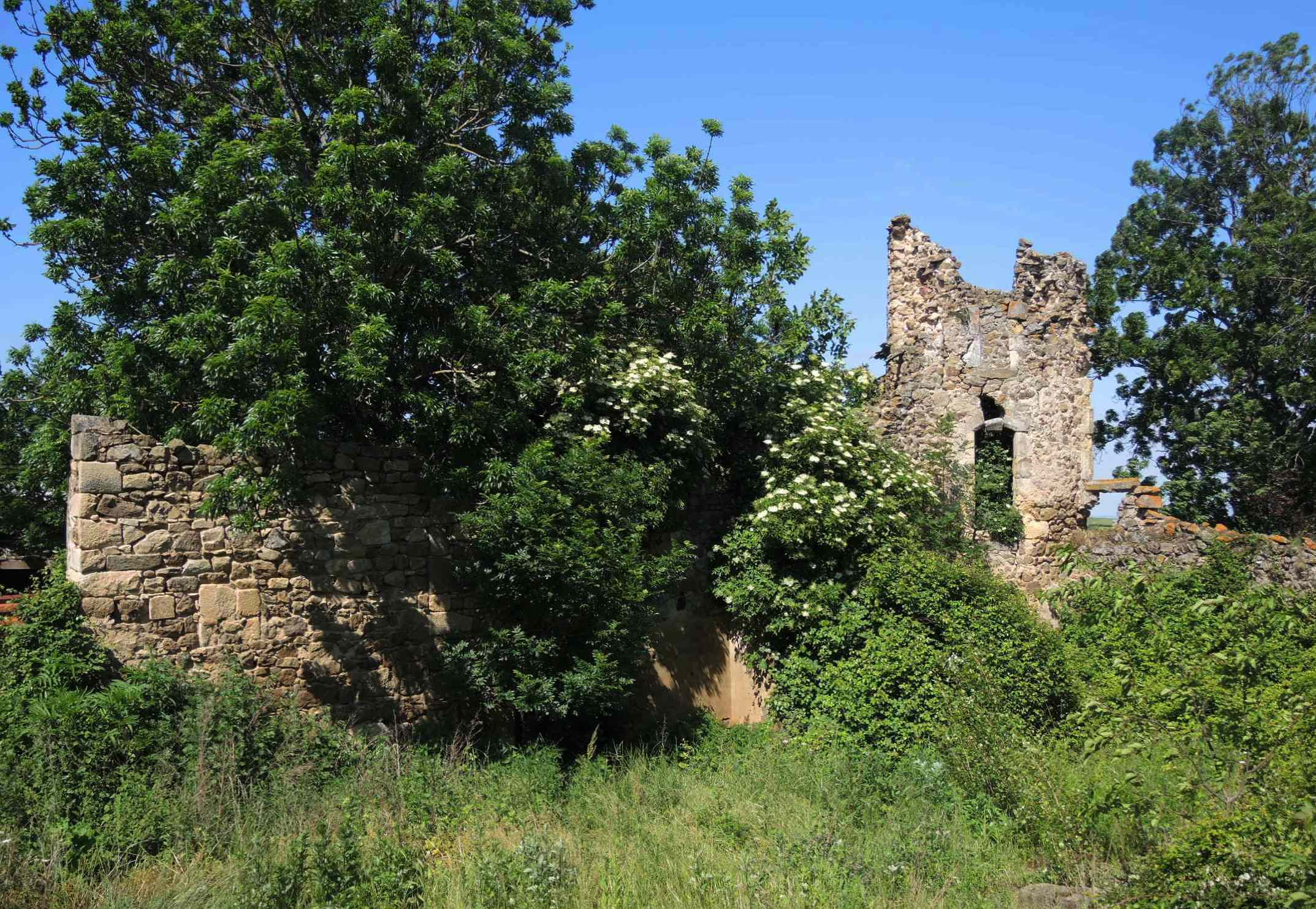
C'est l'ensemble du site qui a été autrefois fortifié.

Entre Colombier-le-Cardinal et Bogy, la route longe le site de Bayard. Ce hameau regroupe plusieurs habitations et bâtiments agricoles, à l'intérieur d'une ancienne ferme fortifiée. Le site est lié historiquement à une famille du nom de Bayas qui l'habitait dans les années 1500. Un mariage l'a fait passer à partir de 1571 à la famille du Peloux qui y a rajouté des bâtiments et des embellissements. Après les « du Peloux », le site de Bayard est passé à d'autres familles aristocrates puis a été vendu en plusieurs lots comme bien national à la Révolution. Le bâtiment le plus remarquable, robuste et soigné, en bord de route, doit dater du XVIe siècle. Juste à côté se remarque un portail Renaissance,.

### Une artiste à la campagne

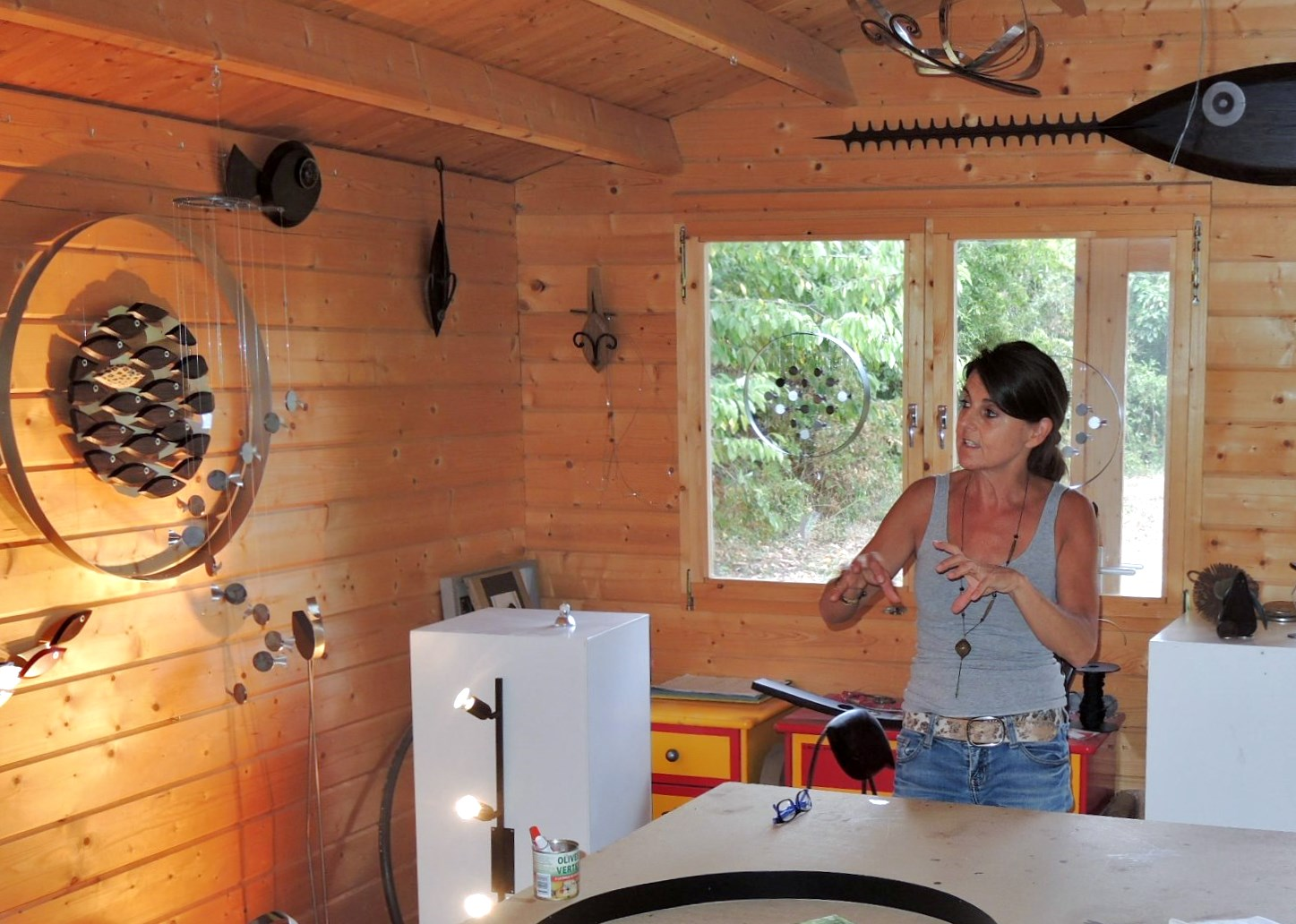
Guillemette Legros dans son atelier.

C'est depuis qu'elle habite à Bogy, en 2001, que Guillemette Legros est devenue artiste. Elle et son mari voulaient seulement quitter la grande ville pour vivre à la campagne. Mais l'environnement nord ardéchois a donné à Guillemette Legros des idées de bricolage, puis d'une première sculpture de poisson à base de matériaux récupérés. L'expérience lui a plu et a trouvé peu à peu des admirateurs. Douze ans après, Guillemette en a fait son métier, expose à Paris, Lyon, Annecy…, a trouvé des clients jusqu'en Belgique et en Suisse. Ses œuvres favorites sont des animaux élégamment stylisés, poissons et oiseaux le plus souvent, à base de métal et de bois récupérés mais ouvragés avec un grand souci de perfection.

### Héraldique
|  | Bogy possède des armoiries dont l'origine et le blasonnement exact ne sont pas disponibles. |